# Kanton Le Puy-en-Velay-1
 Le Puy-en-Velay-1  is een kanton van het Franse departement Haute-Loire. Het kanton maakt deel uit van het arrondissement Le Puy-en-Velay. In 2019 telde het kanton 12.606 inwoners.
Het kanton werd gevormd ingevolge het decreet van 17 februari 2014 met uitwerking op 22 maart 2015, met Le Puy-en-Velay als hoofdplaats.

## Gemeenten
Het kanton omvat volgende gemeenten, afkomstig van  de opgeheven kantons  Puy-en-Velay-Ouest en Puy-en-Velay-Sud-Ouest: 
- Le Puy-en-Velay (westelijk deel)
- Ceyssac
- Espaly-Saint-Marcel
- Vals-près-le-Puy